# Franz Bernhard (Nassau-Hadamar)
Franz Bernhard von Nassau-Hadamar (* 21. September 1637 in Hadamar; † 15. September 1695 ebenda) war ein Angehöriger der jüngeren Linie des Hauses Nassau-Hadamar.

## Familie
Franz Bernhard von Nassau-Hadamar wurde als 14. Kind des erfolgreichen und angesehenen Fürsten Johann Ludwig von Nassau-Hadamar und der Fürstin Ursula, einer Tochter von Graf Simon VI. zur Lippe, geboren.

## Erziehung
Nachdem ihm zunächst die Erziehung durch die Jesuiten in Hadamar zuteilwurde, reiste er im Alter von 13 Jahren nach Antwerpen und besuchte das dortige Konvikt. Anschließend absolvierte er ab dem 2. November 1651 ein zweijähriges Studium an der Universität zu Köln.

## Leben
Er schlug eine kirchliche Laufbahn ein und wurde Dompropst zu Köln (5. Juni 1686 bis 15. September 1695) und Straßburg, Propst zu Emmerich und Domkapitular zu Bremen. Nachdem sein Bruder Moritz Heinrich als regierender Fürst von Nassau-Hadamar verstorben war, wirkte Franz Bernhard von 1679 bis 1694 als Vormung für seinen Neffen Franz Alexander und damit als Regent des Fürstentums Nassau-Hadamar. In dieser Funktion ordnete Franz Bernhard die Erweiterung des Hadamarer Schlosses an und etablierte durch die Anwerbung von Künstlern die regional bedeutsame Bildhauerschule des Hadamarer Barock.

## Tod
Sein Sarg ruht heute in der Fürstengruft unter der Ägidienkirche auf dem Mönchberg. Sein Herz wurde schon kurz nach seinem Tod in der Herzenbergkapelle auf dem Hadamarer Herzenberg bzw. Hirschberg in der dortigen Kapelle, die er im Jahr 1690 in seiner Zeit als Prinzregent erweitern ließ, bestattet.